# アルケゴス・キャピタル・マネジメント
アルケゴス・キャピタル・マネジメント（英語: Archegos Capital Management）は、米ヘッジファンド、タイガー・アジア・パートナーズの元運用者であるビル・フアンが運用するファミリーオフィスである。 2021年3月26日、アルケゴスはクレディ・スイスや野村ホールディングスなどのグローバル投資銀行からの証拠金請求について債務不履行に陥った。ゴールドマン・サックスとモルガン・スタンレーの行った前代未聞ともいわれる規模のブロック取引も、アルケゴスの破綻を受けてのものであり、他に先んじてポジションの巻き戻しを行うことで損失を抑えることができたとされる。

## 歴史
フアンは、2013年にファミリーオフィスのアルケゴスを設立し 、2020年時点で100億ドルの運用資産を保有していた。
2021年3月24日にバイアコムCBSが30億ドル規模の増資を発表したのを受け、同社の株価は10%下落し、実質筆頭株主であったアルケゴスは巨額の追証の差入を迫られたが、必要額を差し入れることができず債務不履行に陥り、プライム・ブローカレッジ業務を担ったグローバル投資銀行各行がアルケゴスの資産の処分に動き、アルケゴス保有資産の投げ売りに至った。特に木曜日にゴールドマン・サックスやモルガン・スタンレー、野村ホールディングス、クレディ・スイス、UBSなどアルケゴスと取引していた投資銀行で話し合いがもたれ、大規模な売却は控え、週末に話し合いを続けようという提案がなされたものの合意に至らなかった。CNBCは、アルケゴスのポジションに対して最大のエクスポージャーを持っていたのはモルガンであり、すぐに行動しなければ100億ドルの損失もありえたが、フアンの同意を得た上で会合後の夜に50億ドル分の株式を少数のヘッジファンドにディスカウントした価格で売却したと報じており、またモルガンは投資家に不利な情報を伝えていなかったのではないかとみられる。事情を知らなかった投資家の中にはモルガンに裏切られたと感じているものもいた。そして、先んじて売却を行ったモルガンとゴールドマンの両者は損失を抑えることができたという。また、ドイツ銀行は、アルケゴスのポジションが強制的に解消された際、約40億ドル相当の株式を投資家に直接売却することで痛手を回避したとされる。
なお、バイアコムCBSのエクイティファイナンスの主幹事には、ゴールドマン、モルガン、JPモルガン、シティグループ、みずほなどが名を連ねており、中でもモルガンが主要な役割を果たしていた。米国証券取引委員会の元委員長ハーヴェイ・ピットは、十分な情報障壁がなく、アルケゴスの極端なレバレッジの危険性を知っていた可能性があるとして、「明らかな利害相反の可能性がある」と指摘した。また、NYタイムズの報道によれば、当初アルケゴスが新株発行の主要な引受投資家であったが、途中で翻意したという。
野村ホールディングスやクレディ・スイスはアルケゴスに対して株式に関連したスワップや差金決済取引（CFD）などのデリバティブを中心にエクスポージャーを抱えていた。すなわち、同社は少なくとも大半の株式を現物保有しておらず、したがって5%以上保有した場合に求められる大量保有報告の対象となっていなかったとみられる。ヘッジファンドはシャドー・バンキング・システムの代表格でもあり、規制が緩いヘッジファンドがデリバティブを利用して莫大なレバレッジをかけたポジションを構築できることに対しての批判が提起される可能性がある。ただし、CFDなどのデリバティブは現物株に対して規制上の要求資本が少なく、金融機関が積極的に取引するインセンティブが生じてしまった。世界金融危機の結果として導入された金融規制の皮肉な結果といえる。
結果として、野村證券は20億ドルの損失の可能性があると発表し、クレディ・スイスは47億ドルもの減損を迫られ、半数以上の経営陣が更迭された。三菱UFJ証券ホールディングスは2021年3月30日に、アルケゴスと思われる米顧客との欧州子会社による取引で約3億ドルの損失が生じる可能性があると発表した。さらに、2021年4月1日、みずほフィナンシャルグループについても、米子会社が保有する同社債権に関する損失が100億円程度生じたことがわかった。また、損失を抑えることに成功したと見られていたモルガン・スタンレーも、2021年4月16日、アルケゴスを巡る巨額損失問題に絡み、10億ドルの損失を計上したと明らかにした。
3月29日、クレディ・スイスの株価は14 %下落し、野村ホールディングスの株価も16 %下落した。アルケゴスの顛末は、ロングターム・キャピタル・マネジメントが引き起こした暴落と比較されている。